# Javier Estrada Fernández
Javier Estrada Fernández (Lleida, 1976. január 27. –) spanyol nemzetközi labdarúgó-játékvezető.

## Pályafutása

### Nemzeti játékvezetés
2009-ben lett az I. Liga játékvezetője.

#### Nemzeti kupamérkőzések
Vezetett kupadöntők száma: 1.

##### Szuperkupa
| Időpont          | Helyszín                          | Mérkőzés típusa | Mérkőzés                            | Eredmény |
| ---------------- | --------------------------------- | --------------- | ----------------------------------- | -------- |
| 2014. július 19. | Santiago Bernabéu stadion, Madrid | döntő           | Real Madrid CF – Atlético de Madrid | 1 – 1    |

### Nemzetközi játékvezetés
A Spanyol labdarúgó-szövetség Játékvezető Bizottsága (JB) terjesztette fel nemzetközi játékvezetőnek, a Nemzetközi Labdarúgó-szövetség (FIFA) 2013-tól tartotta nyilván bírói keretében. A FIFA JB központi nyelvei közül a spanyolt beszéli. Több nemzetek közötti válogatott és klubmérkőzést vezetett, vagy működő társának 4. bíróként segített.

#### Európa-bajnokság

##### U19-es labdarúgó-Európa-bajnokság
Magyarország rendezte a 2014-es U19-es labdarúgó-Európa-bajnokságot, ahol a FIFA/UEFA JB bíróként foglalkoztatta.

###### 2014-es U19-es labdarúgó-Európa-bajnokság
| Időpont          | Helyszín                        | Mérkőzés típusa              | Mérkőzés               | Eredmény |
| ---------------- | ------------------------------- | ---------------------------- | ---------------------- | -------- |
| 2014. július 19. | Szusza Ferenc Stadion, Budapest | csoportmérkőzés(A. csoport)  | Magyarország–Ausztria  | 1 – 3    |
| 2014. július 22. | Perutz Stadion, Pápa            | csoportmérkőzés (B. csoport) | Németország–Szerbia    | 2 – 2    |
| 2014. július 31. | Szusza Ferenc Stadion, Budapest | döntő                        | Portugália–Németország | 0 – 1    |

## Kapcsolódó szócikk
- Labdarúgó-játékvezetők listája

| Elődje: Alberto Undiano Mallenco | Spanyol-szuperkupa döntő 2014 | Utódja: Ismeretlen |

| Elődje: Alekszej Kulbakov | U19-es Eb döntő 2014 | Utódja: Ismeretlen |